# 奇異數 (數論)
在數論中，奇異數（或稱奇怪數）是指不是半完全數的豐數，
也就是說此自然數之所有真因數（即小於此自然數之正因數）之和比此數自身大（豐數的定義），但其真因數不論如何組合，其和都不等於此自然數（因此不是半完全數）。
許多的豐數都是半完全數，如12的真因數有1, 2, 3, 4, 6，總和為16>12，因此為一豐數，但2+4+6=12，因此12也是半完全數，大多數的豐數都可以找到部份真因數，使其和等於本身。若豐數的真因數和都不等於本身，即為奇異數。

## 舉例
最小的奇異數是70，其真因數有1, 2, 5, 7, 10, 14及35，總和為74，其中無法找到一組子集合，使其總和為70。因此70是奇異數。
奇異數有無窮多個，最小的一些奇異數是：70, 836, 4030, 5830, 7192, 7912, 9272, 10430, ... （OEIS數列A006037）。

## 性質
存在無限多個奇異數。例如，70p為奇異數，針對大於等於149的質數p都成立。實際上，奇異數集合的自然密度為正值。
目前已知的奇異數均為偶數，還不確定是否存在奇數的奇異數，若其存在，其數值必大於1021。
Sidney Kravitz證明針對正整數k，Q是超過2k的質數，且
{\displaystyle R={\frac {2^{k}Q-(Q+1)}{(Q+1)-2^{k}}}}
也是2k的質數，則
{\displaystyle n=2^{k-1}QR}
是奇異數。
Sidney Kravitz根據此公式，找到最大的奇異數
{\displaystyle n=2^{56}\cdot (2^{61}-1)\cdot 153722867280912929\ \approx \ 2\cdot 10^{52}.}

## 參照
1. ↑  
Benkoski, Stan. . The American Mathematical Monthly. Aug.-September 1972, 79 (7): 774. doi:10.2307/2316276.
2. ↑  Sándor, József; Mitrinović, Dragoslav S.; Crstici, Borislav (编). . Dordrecht: Springer-Verlag. 2006: 113–114. ISBN 1-4020-4215-9. Zbl 1151.11300.
3. ↑  
Benkoski, Stan; Erdős, Paul. . Mathematics of Computation. April 1974, 28 (126): 617–623. JSTOR 2005938. MR 0347726. Zbl 0279.10005. doi:10.2307/2005938 .
4. ↑  Sloane, N.J.A. (编). . The On-Line Encyclopedia of Integer Sequences. OEIS Foundation. -- comments concerning odd weird numbers
5. ↑  
Kravitz, Sidney. . Journal of Recreational Mathematics (Baywood Publishing). 1976, 9 (2): 82–85. Zbl 0365.10003.